# Плейнв'ю (Небраска)
Плейнв'ю (англ. Plainview) — місто (англ. city) в США, в окрузі Пієрс штату Небраска. Населення — 1282 особи (2020).

## Географія
Плейнв'ю розташований за координатами 42°21′12″ пн. ш. 97°47′14″ зх. д. / 42.35333° пн. ш. 97.78722° зх. д. (42.353346, -97.787145).  За даними Бюро перепису населення США в 2010 році місто мало площу 2,80 км², уся площа — суходіл.

## Демографія
Згідно з переписом 2010 року, у місті мешкало 1246 осіб у 562 домогосподарствах у складі 334 родин. Густота населення становила 445 осіб/км².  Було 656 помешкань (234/км²).
Расовий склад населення:
| - 98,2 % — білих - 0,3 % — чорних або афроамериканців - 0,2 % — корінних американців - 0,2 % — азіатів |

До двох чи більше рас належало 0,6 %. Частка іспаномовних становила 1,3 % від усіх жителів.
За віковим діапазоном населення розподілялося таким чином: 21,7 % — особи молодші 18 років, 52,9 % — особи у віці 18—64 років, 25,4 % — особи у віці 65 років та старші. Медіана віку мешканця становила 46,7 року. На 100 осіб жіночої статі у місті припадало 93,8 чоловіків;  на 100 жінок у віці від 18 років та старших — 90,8 чоловіків також старших 18 років.
Середній дохід на одне домашнє господарство  становив 53 916 доларів США (медіана — 42 292), а середній дохід на одну сім'ю — 73 267 доларів (медіана — 60 962). Медіана доходів становила 48 523 долари для чоловіків та 28 456 доларів для жінок. За межею бідності перебувало 10,9 % осіб, у тому числі 22,0 % дітей у віці до 18 років та 6,2 % осіб у віці 65 років та старших.
Цивільне працевлаштоване населення становило 473 особи. Основні галузі зайнятості: освіта, охорона здоров'я та соціальна допомога — 23,0 %, сільське господарство, лісництво, риболовля — 12,7 %, роздрібна торгівля — 12,1 %.